# Höfði

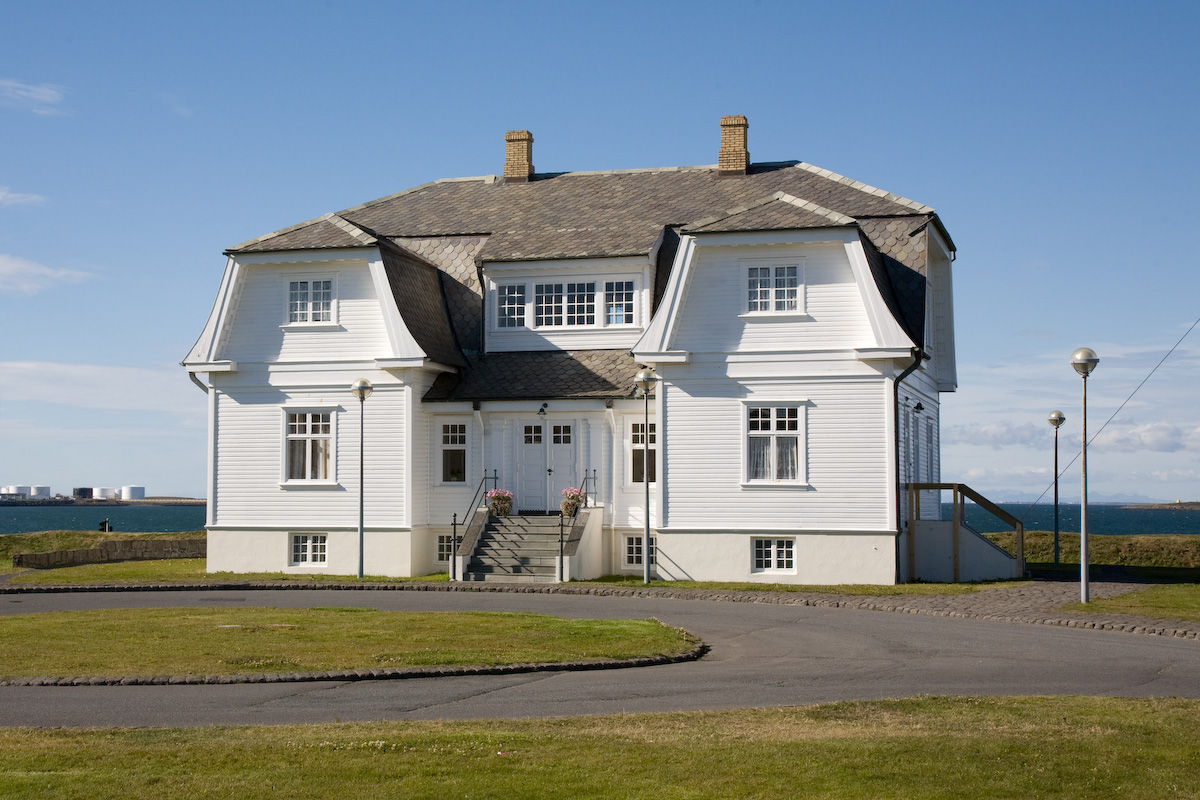
Höfði

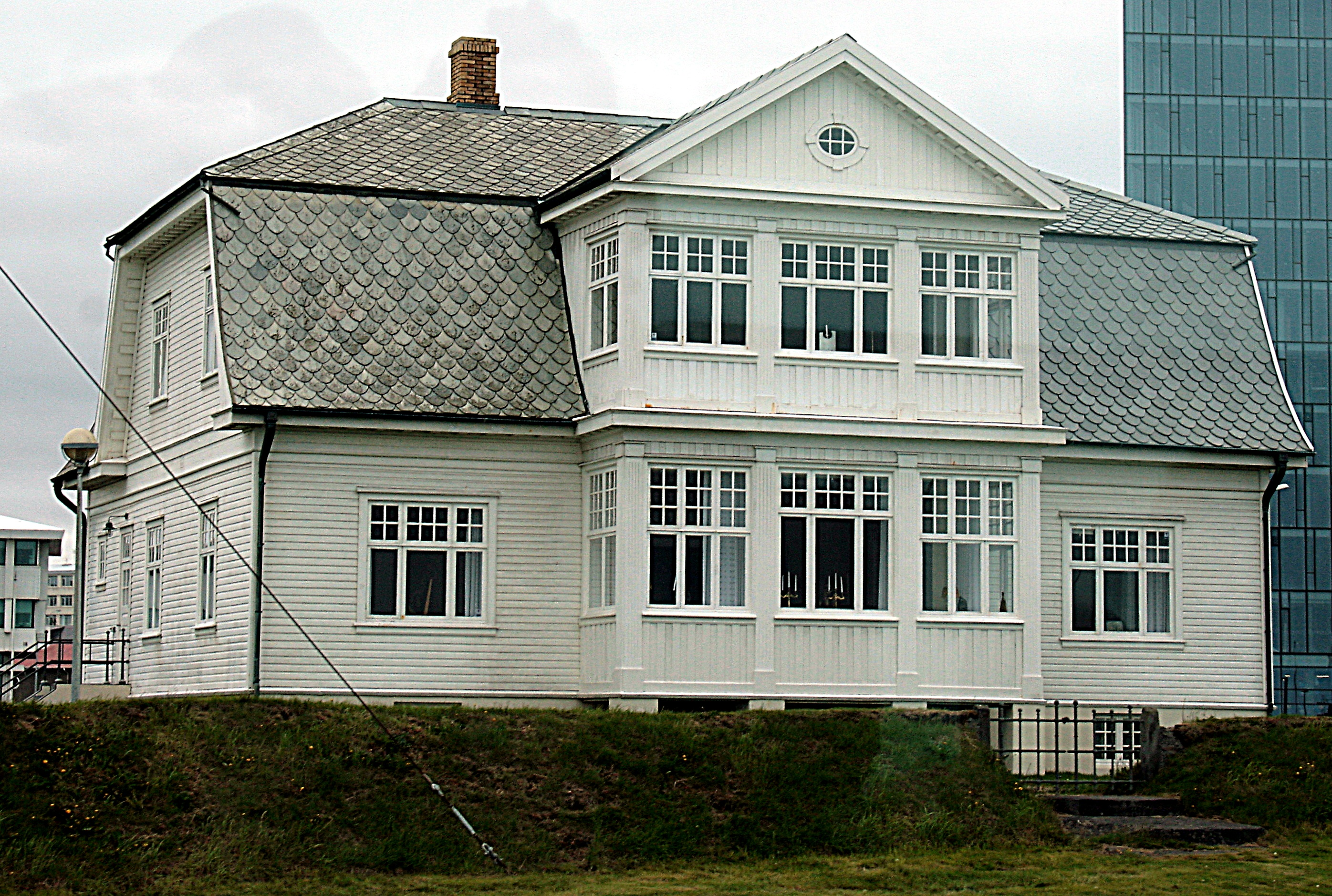
Zeezijde

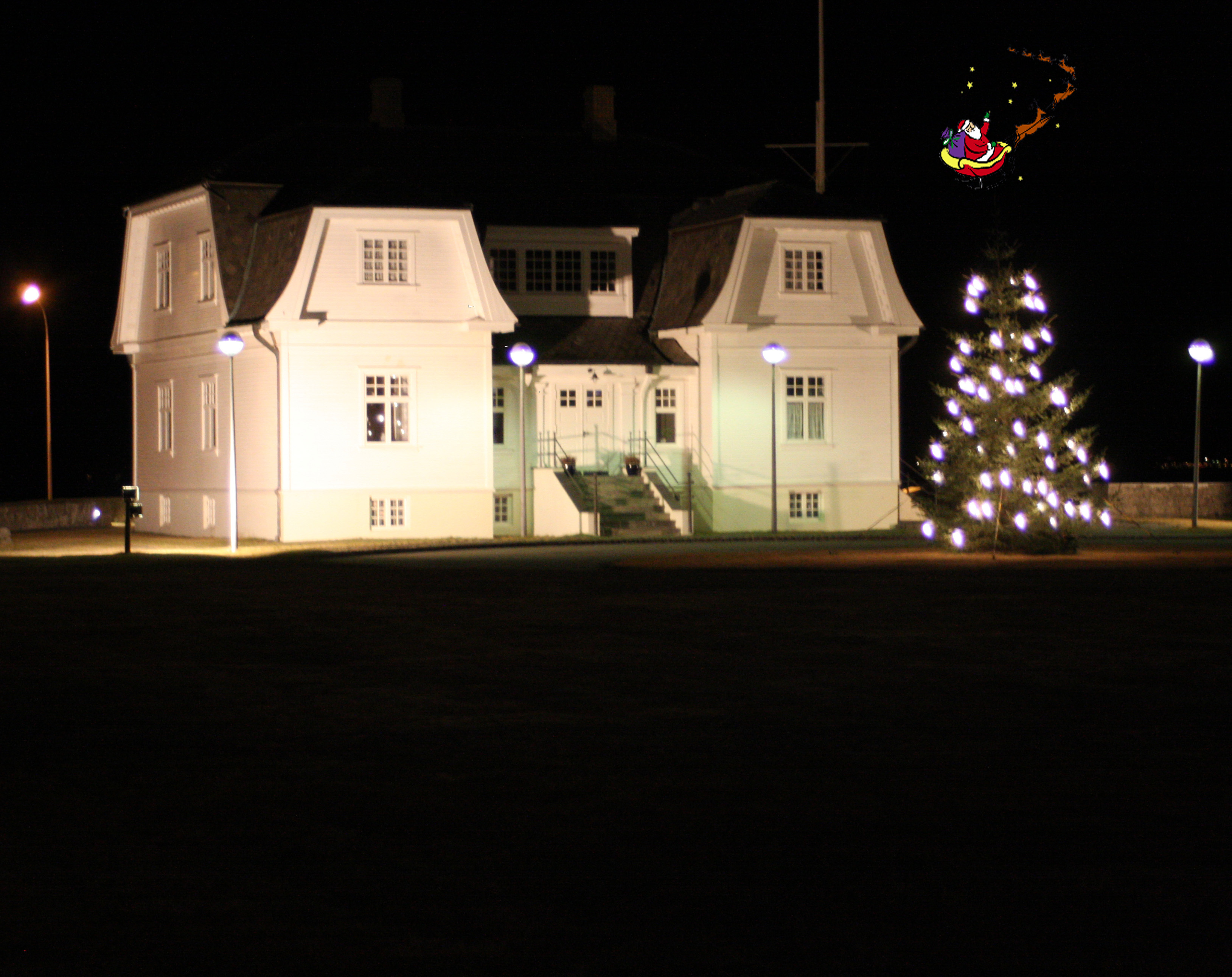
Kerstmis

Höfði (De kop of de kaap), sinds 1986 ook bekend als het Reagan-Gorbatsjov-huis, is een witgeschilderde houten villa in Reykjavík, de hoofdstad van IJsland. Het huis ligt aan de Félagstún tussen de Sæbraut (zeeboulevard) en Borgartún. Op een tiental meters ten noorden van het huis ligt de Kollafjörður tegen de achtergrond van de tafelberg Esja.
Blijkens een herinneringsplaquette op het gebouw was dit de plek waar op 26 juni 1905 de eerste draadloze communicatie plaatsvond tussen IJsland en de buitenwereld door de ontvangst van een telegram uit Poldhu Wireless Station in  Cornwall. Op instigatie van de latere bewoner Einar Benediktsson werden de proeven op deze plek door Marconi's Wireless Telegraph Company voortgezet totdat in oktober 1906 een staatsmonopolie op telecommunicatie van kracht werd. Het huis zelf moest toen nog gebouwd worden.

## Geschiedenis
Höfði, oorspronkelijk Hédinshöfði ("heidense kaap") geheten, is in 1909 in opdracht van de regering van Frankrijk gebouwd voor de Franse consul Jean-Paul Brillouin, wiens naam nog steeds in gouden belettering in het interieur te zien is, evenals de afkorting RF (République Française). Het symmetrische huis is ontworpen door de Noorse architect Olav Olson (1879-1945). Stilistisch is het een eclectische combinatie van jugendstil, neoclassicisme en neobarok met elementen van de Noorse nationale romantiek. Het werd in prefabricage in Noorwegen gebouwd en als bouwpakket verscheept naar IJsland.
Brillouin verliet het huis na vier jaar. Hij vond het oncomfortabel en zei dat het er spookte. Höfði was in de vroege jaren twintig de woning van de neoromantische dichter Einar Benediktsson (1864-1940) en zijn gezin. Hij was ook krantenman, ondernemer, advocaat en politicus en speelde een belangrijke rol in de ontwikkeling van de exploitatie van IJslands natuurlijke hulpbronnen (waterkracht en warmwaterbronnen). Ook Einar verliet Höfði omdat het er spookte: hij zei te zijn achtervolgd door de geest van Sólborg Jónsdóttir, een vrouw die zelfmoord had gepleegd.
Na hem woonde er van 1925 tot 1937 de chirurg Matthías Einarsson (1879-1948) met zijn gezin. Hij werd bekend als de eerste IJslander die een succesvolle keizersnede uitvoerde. De jongste dochter Louisa Matthíasdóttir (1917-2000) werd in de Verenigde Staten een bekende schilderes. Zij had dierbare herinneringen aan het huis en het uitzicht: "Ik keek tien jaar lang naar de Esja, dus het was bestemd om me vast te blijven houden. Ik schilder deze motieven nog steeds".
Van 1938 tot 1952 was in Höfði de Britse ambassade gevestigd. Tot degenen die er in de Tweede Wereldoorlog hebben verbleven, behoren Winston Churchill op 16 en 17 augustus 1941 tijdens de Britse bezetting van IJsland, en Marlene Dietrich toen ze in 1944 kwam optreden voor de Amerikaanse strijdkrachten. Opnieuw werd het huis onderwerp van spookverhalen: in Höfði zou de geest van een verdronken Vikingvrouw rondwaren en haar nachtelijke gebons was voor ambassadeur John Greenway aanleiding om aan te dringen op verkoop van het huis. Het Britse ministerie van buitenlandse zaken verklaarde in 1952 officieel: "We do not confirm or deny that the Hofdi has a ghost (Wij bevestigen noch ontkennen dat de Höfði een spook heeft)".
Daarna had het huis diverse eigenaren, totdat de gemeente Reykjavíkurborg het in 1958 kocht en het liet restaureren. Sinds 1967 wordt het gebruikt voor ontvangsten, huldigingen en andere bijzondere gelegenheden. In 1971 werd op het grasveld voor het huis de metalen sculptuur Öndvegissúlur ("Troonpilaren") van Sigurjón Ólafsson (1908-1982) onthuld.
Reykjavik Summit

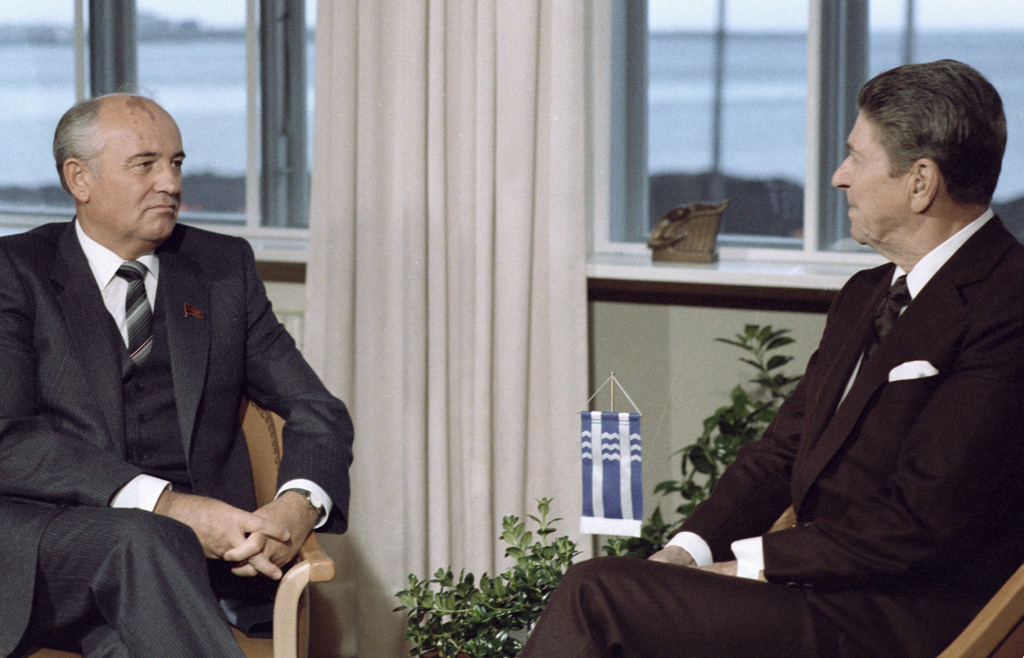
Gorbatsjov (l.) en Reagan in Höfði in 1986, tegen de achtergrond van de Kollafjörður

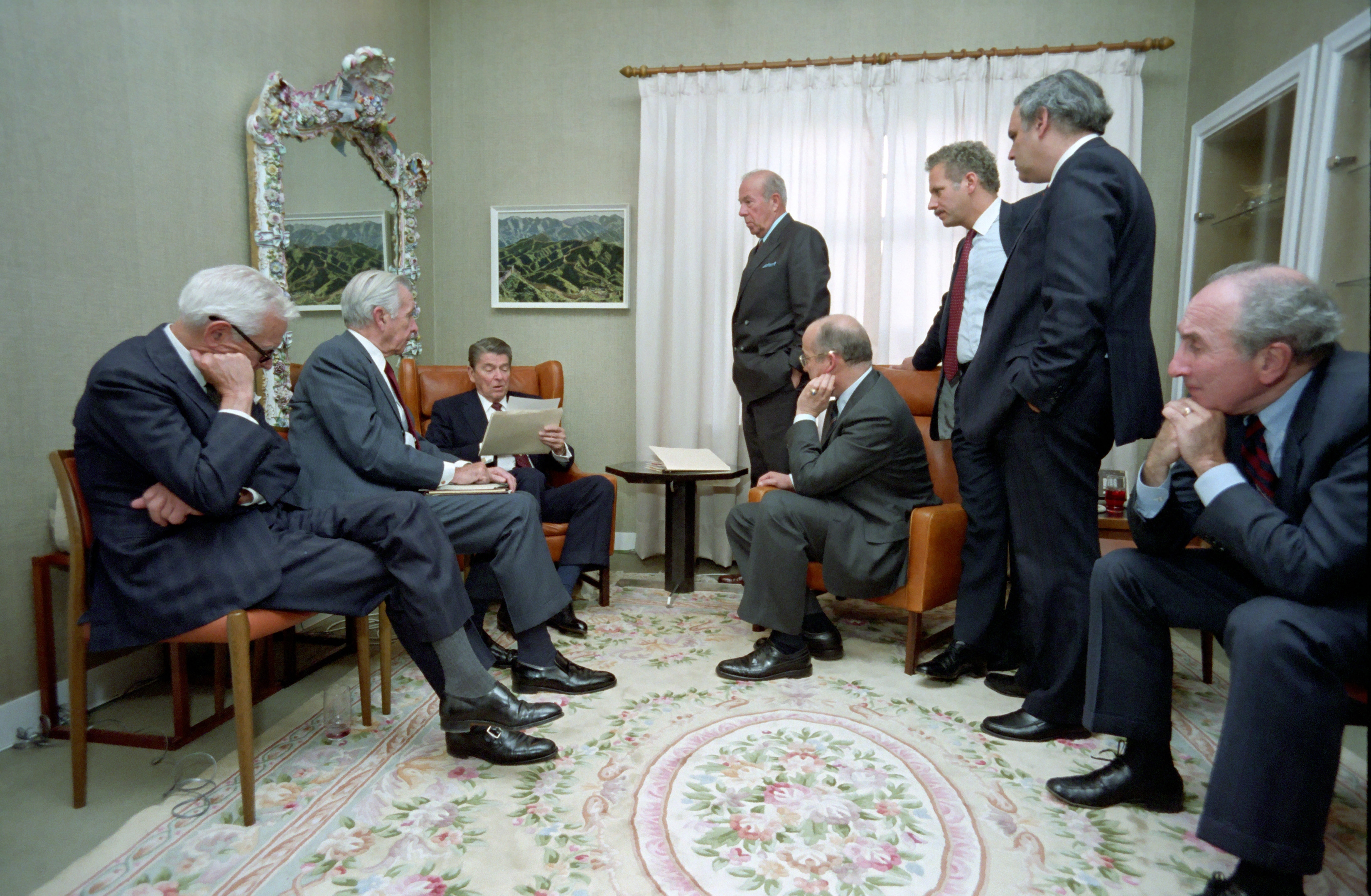
Interieur van Höfði; stafbespreking met v.l.n.r. Paul Nitze, Donald Regan, president Reagan, minister Shultz, Ken Adelman, John Poindexter, Richard Perle en Max Kampelman

In 1986 werd Höfði wereldnieuws. Van 10 tot 12 oktober hebben de Amerikaanse president Ronald Reagan en Sovjetleider Michail Gorbatsjov en hun ministers van buitenlandse zaken George Shultz en Eduard Shevardnadze er tijdens de Reykjavik Summit gesproken over beëindiging van de Koude Oorlog. Höfði werd hiervoor gekozen omdat men verwachtte dat een informele, kleinschalige setting kon bijdragen tot een goede sfeer. Daarom werden rode lopers, ceremonies en banketten achterwege gelaten. Het plaatsen van de handtekeningen ging op het laatst niet door omdat de gesprekspartners het oneens bleven over Reagans plannen voor een ruimteschild, maar toch worden deze gesprekken beschouwd als een doorbraak in de betrekkingen tussen de Verenigde Staten en de toenmalige Sovjet-Unie. Ter herinnering aan deze historische gebeurtenis staan de vlaggen van beide landen kruislings in het gebouw, dat sindsdien ook bekendstaat als het Reagan-Gorbatsjov-huis.
Er hebben in het pand meer historische bijeenkomsten en plechtigheden plaatsgevonden, zoals op 26 augustus 1991, toen IJsland onder de pas aangetreden premier Davíð Oddsson overging tot erkenning van de zelfstandig geworden Baltische staten.
21e eeuw
Bij de viering van Höfði's eeuwfeest op 25 september 2009 werd het huis door brand beschadigd, maar er gingen geen onvervangbare authentieke onderdelen van in- en exterieur verloren. In 2015 werd het standbeeld van de vroegere bewoner Einar Benediktsson, dat in 1964 uit leem was vervaardigd door Ásmundur Sveinsson (1893-1982), verplaatst van het park Miklatún in Reykjavik naar een plek aan de oostkant van het huis.
In september 2019 kwam Höfði in het nieuws toen Mike Pence, vicepresident van de Verenigde Staten, er een ontmoeting had met Guðni Thorlacius Jóhannesson, president van IJsland. Om Pence, een verklaard tegenstander van lgbt-rechten, te wijzen op de IJslandse opvattingen, wapperden demonstratief regenboogvlaggen op de gebouwen aan de overzijde.

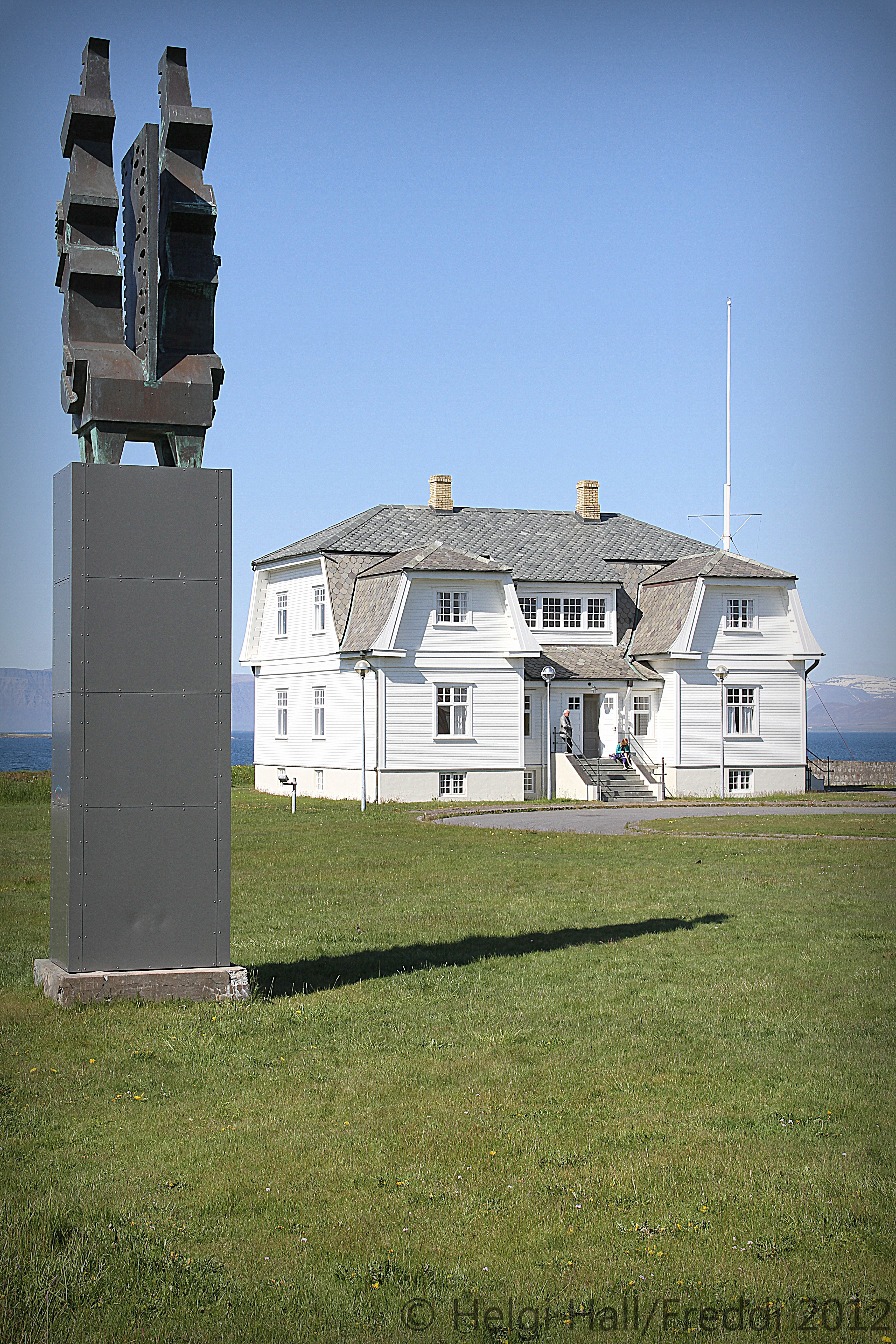
Öndvegissúlur van Sigurjón Ólafsson
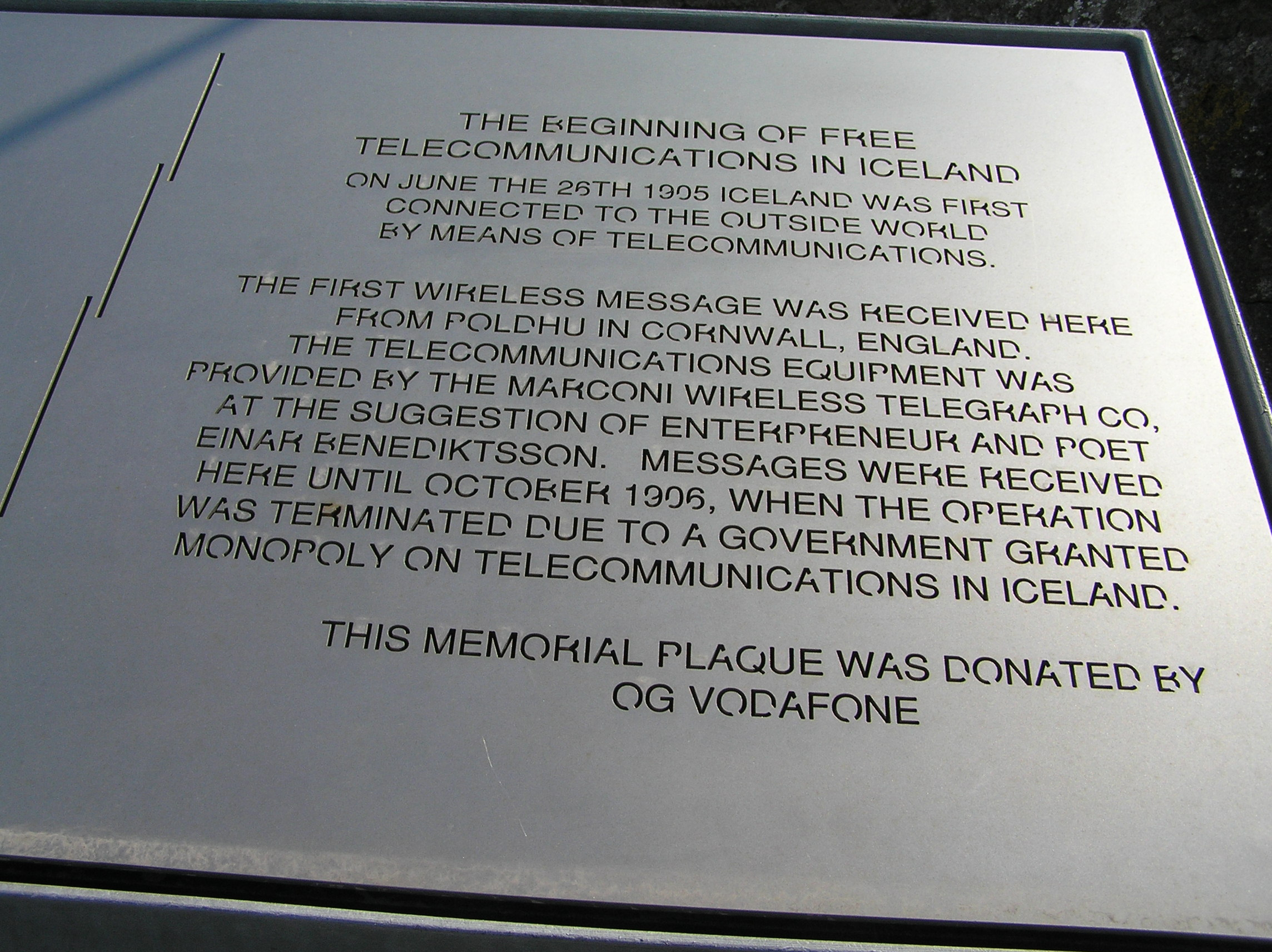
Plaquette ter herinnering aan het begin van de IJslandse telecommunicatie in 1905

## Extra
- In Hyogo in Japan werd in 1990 door een zakenman een replica van Höfði geopend om de Japans-IJslandse vriendschapsbanden en handelsbetrekkingen te onderstrepen. Het lint werd doorgeknipt door de toenmalige IJslandse president Vigdís Finnbogadóttir. In het gebouw is een hotel gevestigd.
- In 2012 werd een aflevering van het Nederlandse televisieprogramma Wie is de Mol? in het huis Höfði opgenomen.